# 埃克勒 (北部省)
埃克勒（法語：Eccles，法語發音：[ɛkl]）是法国上法兰西大区北部省的一个市镇，位于该省东部，属于埃尔普河畔阿韦讷区。

## 地理
埃克勒（50°12'19"N, 4°6'7"E）面积3.54 平方千米，位于法国上法蘭西大區北部省，该省份为法国最北部的省份及最长的省份，西北濒北海，西接加来海峡省，南至埃纳省和索姆省，东与比利时接壤。
与埃克勒接壤的市镇（或旧市镇、城区）包括：贝雷勒、索尔堡、索尔里讷。

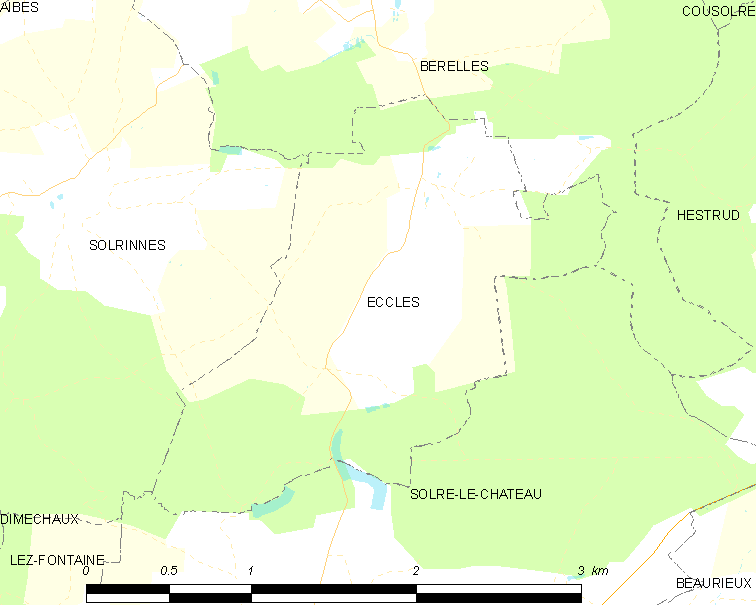
的OSM定位图

埃克勒的时区为UTC+01:00、UTC+02:00（夏令时）。

## 行政
埃克勒的邮政编码为59740，INSEE市镇编码为59186。

## 政治
埃克勒所属的省级选区为富尔米县。

## 人口

1962-2008年间人口变化图示

埃克勒于2022年1月1日时的人口数量为92人。